# Dicliptera maculata
Dicliptera maculata är en akantusväxtart. Dicliptera maculata ingår i släktet Dicliptera och familjen akantusväxter.

## Underarter
Arten delas in i följande underarter:
- D. m. maculata
- D. m. usambarica